# 大黑河乡
大黑河乡是中华人民共和国内蒙古自治区乌兰察布市四子王旗下辖的一个乡。
2012年1月20日，内蒙古自治区人民政府批复同意从东八号乡划出部分区域，设置大黑河乡，辖大黑河、巨龙太、杨油房、土格木、窑滩、大设进、罗罗图、四十顷地、毛独亥9个村，乡政府驻地巨龙太。

## 行政区划
大黑河乡下辖以下村级行政区划单位：
罗罗图行政村、窑滩行政村、大设进行政村、土格木行政村、巨龙太行政村、大黑河行政村、杨油房行政村、四十顷地行政村和毛独亥行政村。